# Бой при Андерлехте (1792)
Бой при Андерлехте (фр. Combat d’Anderlecht) — один из боев между французскими и австрийскими войсками, произошедший 13 ноября 1792 года у городка Андерлехт, во время войны первой коалиции в эпоху французских революционных войн. Наступавшая французская армия генерала Дюмурье отбросила прикрывавший Брюссель арьергард австрийской армии и захватила на следующий день столицу австрийских Нидерландов.

## Перед боем
На другой день после победы при Жемаппе французская армия заняла Монс и перестала преследовать противника, так как почти неделю генерал Дюмурье был занят обеспечением нужд армии и революционизацией Нидерландов.
Герцог Альберт Саксен-Тешенский через Тюбиз и Халле отступил к Брюсселю и приказал всем отдельным отрядам имперской армии присоединиться к нему, намереваясь отступить в сторону Льежа.
8 ноября французский генерал Ла Бурдонне занял Турне. В тот же день Бернерон захватил Ат. 11 ноября генерал д’Арвиль двинулся на Брен-ле-Конт, а генерал Бернерон — на Эринн.
Главная армия, вышедшая из Монса в тот же день, достигла Энгиена 12 ноября, а ее авангард — Халле. 12-го Ла Бурдонне также занял Гент, оставленный фельдмаршал — лейтенантом Латуром, который перешел через Алост в Брюссель.
Генерал Валанс, на правом фланге французской армии, достиг Шарлеруа 12-го числа, а затем двинулся на Нивель, чтобы действовать против левого фланга войск герцога Альберта, если тот, как полагал Дюмурье, расположит войска в линию и постарается удержится позади канала Вильворден.
Герцог Альберт Саксен-Тешенский решил оставаться перед Брюсселем до тех пор, пока тылы армии не пересекут Диль в Лувене, а затем отступить в направлении Намюра или Льежа, поэтому на левом берегу реки Сенна перед Санкт — Петрслевом и Андерлехтом были выставлены аванпосты арьергарда. Также, чтобы выиграть как можно больше времени, был усилен гарнизон Мехелена. Движение Валанса против Нивеля угрожало отступлению австрийцев к Маасу и в Германию, поэтому герцог Альберт решил выделить корпус Больё к Намюру. Эмигрантский корпус герцога Бурбонского, стоявший между Самброй и Маасом возле Намюра, вначале двинулся в Брюссель, откуда позже перешел в Льеж.

## Бой
Утром 13 ноября Дюмурье направил полковника Дево, своего адъютанта, с 200 пешими егерями и 50 конно — егерями в направлении противника, чтобы узнать о его позиции. Двумя часами позже Дево наткнулся на австрийский аванпост около Санкт — Петерслева и в то же время узнал от местных крестьян, что позади Сенна на высотах Андерлехта стоит австрийская армия. Это был отряд принца Фердинанда фон Вюртемберга, который удерживал эту позицию с 5 — 6 тысячами кавалеристов. Австрийская армия уже отступала за Брюссель. Французских разведчиков обстреляли и отогнали назад.
Дюмурье, двинулся на их поддержку с 3000 человек своего авангарда и двумя ротами конной артиллерии, приказав генералам Миранде и д’Арвилю ускорить марш армии на Халле. Прибыв на место боя, Дюмурье построил свои войска в одну линию и немедленно открыл сильную канонаду.
Принц фон Вюртемберг довольствовался тем, что в течение шести часов, до трех часов пополудни, отвечал обстрелом на обстрел и иногда контратаковал своей многочисленной кавалерией.
Таким образом, французский генерал успел дождаться прибытия подкреплений (всего прибыло около 20 тысяч), с которыми он атаковал и захватил Андерлехт. Австрийцы отошли, сохранив порядок, при этом драгуны Латура и уланы постоянно контратаковали противника, прикрывая отступление.

## Результаты
Австрийцы потеряли около 500 человек убитыми и ранеными. 14 ноября французы вошли в Брюссель, где их встретили приветствующие горожане и много валлонских солдат, дезертировавших из австрийской армии и прикрепивших к своим треуголкам национальную кокарду.
Французская армия расположилась лагерем на высотах Андерлехта.